# سالن پشم‌ریسی علی احمدی
سالن پشم ریسی علی احمدی مربوط به دوره پهلوی است و در کرمان، میدان علی بن ابیطالب واقع شده و این اثر در تاریخ ۲۸ فروردین ۱۳۸۰ با شمارهٔ ثبت ۳۷۱۰ به‌عنوان یکی از آثار ملی ایران به ثبت رسیده‌است.